# Meurtres à Varjakka
Meurtres à Varjakka (Kaikki synnit) est une série télévisée finlandaise policière créée par Merja Aakko et Mika Ronkainen (fi), diffusée depuis le 5 avril 2019 sur Elisa Viihde Viaplay (fi).
Cette série est inédite dans tous les pays francophones.
Elle se déroule dans une communauté Luthérienne Læstadienne profondément religieuse à Varjakka, dans le nord de la Finlande.

## Synopsis
Après avoir coupé les ponts avec ses proches depuis plus de dix ans, l’inspecteur Lauri Räiha est envoyé pour mener l’enquête à la suite de la mort de deux piliers de la communauté ultra religieuse et conservatrice Læstadienne de Varjakka, sa ville natale. Il est accompagné de Sanna Tervo, une officier de police confirmée, chargée de diriger l’enquête. Qui pourrait vouloir assassiner ces deux hommes ? L’arrivée des policiers ne semble pas calmer cette frénésie meurtrière, bientôt un autre homme disparait. Que cache donc cette communauté tranquille qui vit en dehors du temps et de la société ? Pourquoi Räiha a-t-il décidé de quitter sa ville natale ? Faut-il réellement creuser la piste islamiste ? Celle des rivalités d’affaires ? Ou la vérité est-elle à chercher du côté des proches des défunts ?

## Distribution

### Acteurs principaux
- Johannes Holopainen (fi) : Lauri Räihä
- Maria Sid (fi) : Sanna Tervo
- Naava Aitto-Oja : Taru Niemitalo
- Heli Haapalainen (fi) : Terhi Lindman
- Rosa Honkonen (fi) : Silvia Tervo
- Viljami Isoviita : Juho Niemitalo
- Essi Karjalainen : Elina Ollila
- Hannu Kivioja (fi) : Martti Räihä
- Moona Komulainen : Nina Lindman
- Aarne Nikkilä : Konsta Niemitalo
- Jaakko Ohtonen (fi) : Aaro Leppihalme
- Timo Pesonen (de) : Reima Lindman
- Karim Rapatti : Fahid Nasir
- Matti Ristinen (fi) : Jussi Ritola
- Saimi Räty : Ida Niemitalo
- Kreeta Salminen (fi) : Leena Niemitalo
- Eelis Saurio : Petrus Ollila
- Hannes Suominen (fi) : Mikko Kemppainen
- Risto Tuorila (fi) : Matti Mustapää
- Tuula Väänänen (fi) : Maarit Räihä

## Production

### Fiche technique
Sauf indication contraire, les informations mentionnées dans cette section peuvent être confirmées par la base de données cinématographiques IMDb,  présente dans la section « Liens externes ».
- Titre original : Kaikki synnit (litt. 'Tous les péchés' )
- Titre français : Meurtres à Varjakka
- Titre anglophone : All the Sins
- Création : Merja Aakko et Mika Ronkainen (fi)
- Réalisation : Mika Ronkainen
- Scénario : Merja Aakko et Mika Ronkainen
- Musique : Aino Venna
- Costumes : Seija Mällinen
- Photographie : Jani Kumpulainen
- Son : Tapio Liukkonen, Olger Bernadt, Kristian Miilen
- Montage : Tambet Tasuja
- Casting : Tutsa Huuhka, Pia Pesonen
- Production : Laura Kuulasmaa, Ilkka Matila, Alan Sim, Kristian Taska
- Sociétés de production : Elisa Viihde, Matila Röhr Productions
- Pays d'origine :  Finlande
- Langue originale : suomi
- Format : 2,35 : 1
- Genre : drame, policier
- Nombre de saisons : 2
- Nombre d'épisodes : 12
- Durée : 44 minutes
- Date de première diffusion : 5 avril 2019

## Épisodes

### Première saison (2019)
1. Racines (Juuret)
2. Messager de malchance (Onnettomuuden tuoja)
3. La communauté (Pienen paikalla)
4. Adieu (Jäähyväiset)
5. Intuition (Intuitio)
6. Faux juges (Väärät tuomarit)

### Deuxième saison (2020)
Diffusée à partir du 22 octobre 2020 sur Elisa Viihde Viaplay.
1. Naisen rajat
2. Kaiva kaksi hautaa
3. Väittely käärmeen kanssa
4. Temppelin likaaja
5. Viimeinen voitelu
6. Syntiinlankeemus

### Troisième saison (2022)
Diffusée à partir du 18 décembre 2022 sur Elisa Viihde Viaplay.

## Accueil

### Réception critique
La série est notée 3,1 sur 5 par les téléspectateurs sur le site d'Allociné.

## Sources
- (en) Cet article est partiellement ou en totalité issu de l’article de Wikipédia en anglais intitulé « All_the_Sins » (voir la liste des auteurs).
- Site de la maison de production Matila Röhr Productions[1].
- Site de distribution Apple TV[2].